# Delitti (film 1987)
Delitti è un film giallo del 1987 scritto e diretto da Giovanna Lenzi.

## Trama
Conseguenza dei continui tradimenti d’una donna, il cui marito è comprensibilmente geloso, sono alcuni omicidi, evidentemente ideati dalla stessa persona che impiega lo stesso originale metodo. 
 La donna, causa di tutto ciò, non si ferma neppure davanti all’ispettore incaricato delle indagini, invischiandolo in una torbida storia.